# Meadow Sisto
Meadow Sisto (* 30. September 1972 in Grass Valley, Kalifornien) ist eine US-amerikanische Schauspielerin. Sie ist die Schwester von Schauspieler Jeremy Sisto.
Die Tochter des Jazz-Musikers Dick Sisto und der Schauspielerin Reedy Gibbs startete bereits frühzeitig ihre Schauspielkarriere und war bereits 1993 als jüngste Künstlerin für den Young Artist Award nominiert. Seit 2002 ist sie mit Michael Roberts verheiratet.

## Filmografie (Auswahl)
- 1992: Captain Ron
- 1993: Geschichten aus San Francisco (Tales of the City)
- 1996: Sündiges Geheimnis – Ich liebe den Freund meiner Mutter (Sweet Temptation)
- 1996: Süße 17, tödliches Biest (Twisted Desire)
- 1997: Crossing Fields
- 1997: Wie ich zum ersten Mal Selbstmord beging (The Last Time I Committed Suicide)
- 2001: Don’s Plum